# USS Mervine (DD-489)
USS Mervine (DD-489/DMS-31) là một tàu khu trục lớp Gleaves được Hải quân Hoa Kỳ chế tạo trong Chiến tranh Thế giới thứ hai. Nó đã tham gia suốt Thế Chiến II, cải biến thành một tàu quét mìn cao tốc với ký hiệu lườn DMS-31, sống sót qua cuộc xung đột, ngừng hoạt động năm 1949 và bị bán để tháo dỡ năm 1969. Nó là chiếc tàu chiến thứ hai của Hải quân Hoa Kỳ được đặt theo tên Chuẩn đô đốc William Mervine (1791-1868), người đã phục vụ trong các cuộc Chiến tranh 1812, Chiến tranh Mexico-Hoa Kỳ và cuộc Nội chiến Hoa Kỳ.

## Thiết kế và chế tạo
Mervine được chế tạo tại xưởng tàu của hãng Federal Shipbuilding and Drydock Company ở Kearny, New Jersey. Nó được đặt lườn vào ngày 3 tháng 11 năm 1941; được hạ thủy vào ngày 3 tháng 5 năm 1942, và được đỡ đầu bởi cô Mildred Mervine, chắt của đô đốc Mervine. Con tàu được cho nhập biên chế cùng Hải quân Hoa Kỳ vào ngày 17 tháng 6 năm 1942 dưới quyền chỉ huy của Thiếu tá Hải quân S. D. Willingham.

## Lịch sử hoạt động

### Mặt trận Đại Tây Dương
Sau chuyến đi chạy thử máy tại vùng biển Cuba, Mervine trình diện để phục vụ cùng Bộ chỉ huy Tiền phương biển vùng Vịnh tại New Orleans vào ngày 30 tháng 8 năm 1942. Được giao nhiệm vụ hộ tống, nó đã tháp tùng các tàu buôn khi chúng di chuyển trên các tuyến đường hàng hải tại vùng vịnh Mexico và khu vực Tây Ấn, vốn được ghi nhận chịu đựng tổn thất rất cao trong những tháng trước đó do hoạt động tích cực của tàu ngầm U-boat Đức tại khu vực Đông Đại Tây Dương.
Vào tháng 10, Mervine rời vùng vịnh Mexico để đi đến Xưởng hải quân Norfolk, nơi nó gia nhập Lực lượng Đặc nhiệm 34 và lên đường đi sang phía Đông. Cho đến nửa đêm ngày 7 tháng 11, nó đi đến ngoài khơi Safi, Maroc để tham gia Chiến dịch Torch, cuộc đổ bộ của lực lượng Đồng Minh lên Bắc Phi. Trong chính cuộc đổ bộ vào ngày 8 tháng 11, nó hoạt động như tàu kiểm soát đổ bộ và bắn pháo hỗ trợ cho lực lượng tấn công tại bãi Red về phía Bắc Safi. Nó tiếp tục tuần tra tại khu vực trong năm ngày tiếp theo, rồi lên đường quay trở về New York tiếp nối các hoạt động hộ tống. Trong bảy tháng tiếp theo, nó bảo vệ các đoàn tàu vận tải ven biển và vượt đại dương.
Vào ngày 8 tháng 6 năm 1943, Mervine khởi hành cùng Lực lượng Đặc nhiệm 65 để đi sang Bắc Phi; và sau khi đi đến Mers-el-Kebir vào ngày 22 tháng 6 đã gia nhập Lực lượng Đặc nhiệm 85. Nó lên đường vào ngày 5 tháng 7 để tham gia Chiến dịch Husky, cuộc đổ bộ của lực lượng Đồng Minh lên Sicily thuộc Ý. Từ ngày 10 đến ngày 13 tháng 7, nó tuần tra ngoài khơi Scoglitti và dọc theo bờ biển Camerina, bắn pháo hỗ trợ cho cuộc tấn công của Tập đoàn quân 7. Sau đó nó quay trở lại nhiệm vụ hộ tống tại Bắc Đại Tây Dương và Địa Trung Hải.

### Mặt trận Thái Bình Dương
Vào mùa Xuân năm 1945, khi lực lượng Đồng Minh tại Mặt trận Thái Bình Dương bắt đầu áp sát các đảo chính quốc Nhật Bản, nhu cầu về tàu quét mìn tăng cao do mức độ tổn thất lớn của chúng tại khu vực quần đảo Ryukyu; Mervine được chọn để cải biến thành kiểu tàu chiến này. Nó đi đến Xưởng hải quân Philadelphia vào ngày 23 tháng 5, nơi nó được cải tạo thành một tàu khu trục quét mìn. Được xếp lại lớp với ký hiệu lườn mới DMS-31 vào ngày 30 tháng 5, nó rời Norfolk vào ngày 15 tháng 7 tiếp tục đi sang khu vực Thái Bình Dương. Nó nhận được tin tức về việc Nhật Bản đầu hàng trên đường đi, trước khi đi đến vịnh Buckner, Okinawa vào ngày 28 tháng 9. Trong tháng 10, nó làm nhiệm vụ quét mìn dọc theo bờ biển Trung Quốc gần Kokuzan; trước khi chuyển đến vùng biển Nhật Bản trong tháng tiếp theo, thoạt tiên hoạt động ngoài khơi Kyūshū và sau đó ngoài khơi Honshū.

### Sau chiến tranh
Mervine quay trở về San Francisco vào ngày 31 tháng 3 năm 1946, và trong hai năm tiếp theo đã hoạt động dọc theo vùng bờ Tây, cho đến khi quay trở lại Viễn Đông. Vào ngày 25 tháng 3 năm 1948, nó đi đến Yokosuka, rồi tiếp tục đi sang Thanh Đảo, Trung Quốc, nơi nó làm nhiệm vụ hộ tống, giải cứu và huấn luyện cho đến ngày 5 tháng 10, khi nó lên đường quay trở về Hoa Kỳ. Đi đến cảng nhà San Diego vào tháng 11, nó lại nhanh chóng lên đường để huấn luyện tại Trân Châu Cảng, trước khi quay trở về miền Nam California lần cuối cùng vào ngày 15 tháng 2 năm 1949.
Mervine được cho xuất biên chế vào ngày 27 tháng 5 và đưa về Hạm đội Dự bị Thái Bình Dương tại San Diego. Được xếp lại ký hiệu lườn DD-489 vào ngày 15 tháng 7 năm 1955 đang khi trong thành phần dự bị, nó tiếp tục bị bỏ không tại San Diego cho đến cuối thập kỷ, khi nó được chuyển đến Đội dự bị sông Columbia và sau cùng đến Bremerton. Được rút tên khỏi danh sách Đăng bạ Hải quân vào ngày 31 tháng 7 năm 1968, con tàu bị bán để tháo dỡ vào năm 1969.

## Phần thưởng
Mervine được tặng thưởng ba Ngôi sao Chiến trận do thành tích phục vụ trong Thế Chiến II.